# It Won't Be Long
It Won't Be Long is het nummer waarmee het tweede album van The Beatles, With the Beatles, opent. Het nummer werd in 1963 uitgebracht en staat op naam van het schrijversduo Lennon-McCartney, hoewel het lied grotendeels door John Lennon is geschreven. Paul McCartney herinnert zich dat het lied vooral van Lennon afkomstig was, maar dat hij ook meeschreef aan het nummer.
It Won't Be Long vertoont overeenkomsten met twee andere Beatles-nummers uit deze periode. Net als Please Please Me bevat de liedtekst een woordspeling met een dubbele woordbetekenis. In Please Please Me gebruikten Lennon en McCartney de dubbele betekenis van het woord 'Please' ('please' als 'alstublieft' en 'please' als 'plezieren' of 'behagen'); in In Won't Be Long gebruikten ze de dubbele betekenis van de woorden 'be long' in 'It won't be long' ('Het duurt niet lang') en 'belong' in 'Till I belong to you' ('totdat ik bij jou hoor').
Daarnaast vertoont It Won't Be Long overeenkomsten met She Loves You. Net als dat lied bevat It Won't Be Long de bekende Beatle frase 'Yeah, yeah, yeah' in het refrein van het lied. En net als She Loves You eindigt het lied met een melodramatisch akkoord.
It Won't Be Long werd op 30 juli 1963 opgenomen in de Abbey Road Studios in Londen. 's Ochtends werden tien takes van het nummer opgenomen. 's Middags werden nog eens zeven takes opgenomen en enkele overdubs opgenomen.

## Bezetting
- John Lennon - zang, gitaar
- Paul McCartney - achtergrondzang, basgitaar
- George Harrison - achtergrondzang, leadgitaar
- Ringo Starr - drums

## Single
It Won't Be Long kwam in 1964 in Duitsland als single uit met Money (That's What I Want) als B-kant (Odeon O 22 638). Het platenmerk Odeon bracht de single ook in Nederland uit (Odeon O 29 499); daar was Money de kant waar de meeste vraag naar was. De plaat kwam tot de 29e plaats in de Nederlandse hitparade.